# Международный институт риса
«Международный институт риса» (МИР, IRRI) — сельскохозяйственная научная и образовательная организация с центром в городе Лос Баньос, Лагуна, Филиппины, и отделениями в 17 странах. МИР известен своей работой по созданию новых сортов риса, которая внесла вклад в Зелёную революцию 1960-х и предотвратила голод В Азии.
Учреждённый в 1960 году институт ставит целью уменьшить нищету и голод, улучшать здоровье потребителей риса и обеспечивать устойчивость окружающей среды при производстве риса.
МИР один из 15 мировых сельскохозяйственных исследовательских центров под эгидой Консорциума международных сельскохозяйственных исследовательских центров — глобального содружества исследовательских организаций, нацеленных на обеспечение продовольственной безопасности. Он также является крупнейшим не коммерческим сельскохозяйственным исследовательским центром в Азии.

## Создание
МИР был организован в 1960 году при поддержке Фонда Форда, Фонда Рокфеллера и правительства Филиппин. Международный договор «Соглашение о признании международной правосубъектности Международного института риса» было заключено а Маниле 19 мая 1995 года.

## Достижения

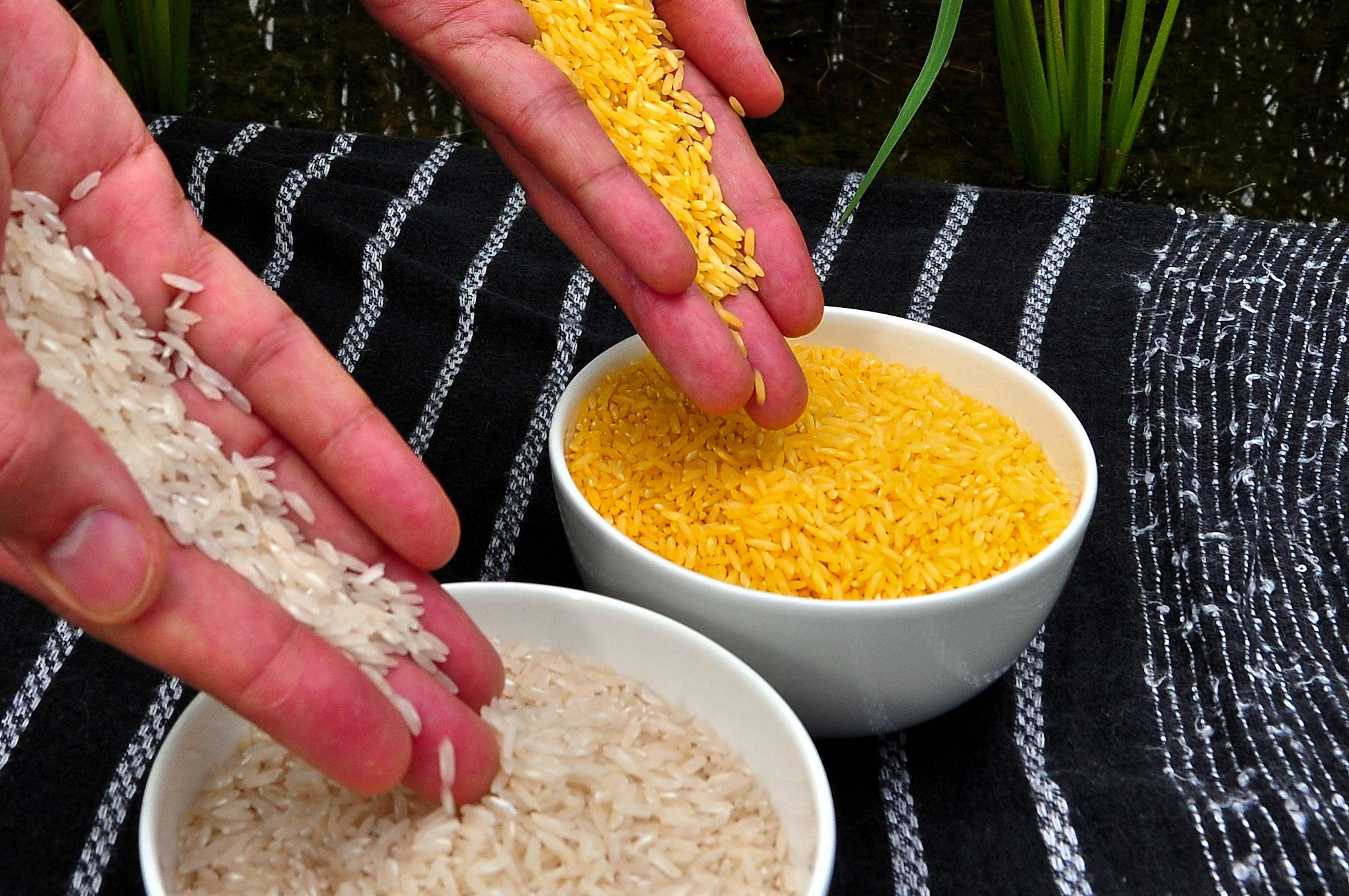
Золотой и обыкновенный рис.

В 1960-е и 1970-е МИР создавал высокоурожайные «полукарликовые» сорта риса, устойчивые к полеганию. Эти сорта, включая знаменитый IR8, который более чем удвоил урожайность. Новые сорта помогли спасти Индию от голода в 1960-е. Новые сорта МИР, известные как сорта IR, выращиваются во многих странах Азии. В 2005 около 60 % мировых площадей рисоводства были отданы сортам МИР или производным от них.
Австралийский центр международных сельскохозяйственных исследований в 2011 оценил экономический эффект разработок МИР в трёх странах Юго-Восточной Азии с 1985 по 2009 год. Согласно исследованию селекционная работа дала ежегодную прибыль 1,46 миллиарда US$ и увеличила урожаи риса на 13 %.
Перспективной разработкой МИР является золотой рис. Генетики внедрили в растение гены, позволяющие ему производить бета-каротин, который делает зерно жёлтым. Поскольку человеческий организм превращает каротин в витамин A, золотой рис может улучшить жизнь миллионов людей в Африке и Азии. По данным ВОЗ сегодня сотни тысяч детей ежегодно слепнут и умирают от недостатка этого витамина. Главная задача сегодня — поднять урожайность золотого риса, чтобы он не уступал другим сортам.
Более полувека институт обучает специалистов из многих стран. С 1964 года более 15000 учёных повысили свою квалификацию в МИР, чтобы продолжать исследования в области рисоводства.

## Награды
В 1969 году МИР был награждён премией Рамона Магсайсая за вклад в международное взаимопонимание и сотрудничество. Эта премия, учреждённая в 1957 году, считается в Азии аналогом нобелевской премии. Фонд премии подчеркнул, что МИР представляет собой «первую скоординированную попытку международного сообщества решить в тропиках главную проблему мирового сельского хозяйства».
В 2010 году МИР получил премию BBVA Foundation Frontiers of Knowledge Award за «борьбу с бедностью и голодом в мире с помощью научных исследований и обучения фермеров» и за «высокое качество научной работы по выведению новых сортов риса, приспособленных к различным климатическим условиям и обеспечивающих повышение урожайности и стабильность производства».

## Страны с филиалами МИР
МИР имеет филиалы в следующих рисосеющих странах Азии и Африки:
- Бангладеш
- Бурунди
- Камбоджа
- Китай
- Индия
- Индонезия
- Япония
- Лаос
- Мозамбик
- Мьянма
- Непал
- Филиппины
- Сингапур
- Южная Корея
- Шри Ланка
- Таиланд
- Вьетнам